# NGC 2889
NGC 2889 est une galaxie spirale intermédiaire située dans la constellation de l'Hydre. NGC 2889 a été découverte par l'astronome germano-britannique William Herschel en 1786.

## Caractéristiques
Sa vitesse par rapport au fond diffus cosmologique est de 3 670 ± 24 km/s, ce qui correspond à une distance de Hubble de 54,1 ± 3,8 Mpc (∼176 millions d'al).
À ce jour, quatre mesures non basées sur le décalage vers le rouge (redshift) donnent une distance de 66,000 ± 7,449 Mpc (∼215 millions d'al), ce qui est tout juste à l'extérieur des valeurs de la distance de Hubble. Notons cependant que c'est avec la valeur moyenne des mesures indépendantes, lorsqu'elles existent, que la base de données NASA/IPAC calcule le diamètre d'une galaxie et qu'en conséquence le diamètre de NGC 2889 pourrait être d'environ 35,2 kpc (∼115 000 al) si on utilisait la distance de Hubble pour le calculer.
La classe de luminosité de NGC 2889 est III et elle présente une large raie HI.

## Supernova
La supernova SN 2007rb a été découverte dans NGC 2889 le 26 novembre 2007 par D. Madison et W. Li dans le cadre du programme LOSS (Lick Observatory Supernova Search) de l'observatoire Lick. Cette supernova était de type Ib/c. 